# Bruchia drummondii
Bruchia drummondii là một loài rêu trong họ Bruchiaceae. Loài này được Hampe ex E. Britton mô tả khoa học đầu tiên năm 1894.